# El Salvador ai Giochi della XXXIII Olimpiade
El Salvador ha partecipato ai Giochi della XXXIII Olimpiade che si sono svolti a Parigi dal 26 luglio all'11 agosto 2024, con una delegazione di 8 atleti, 7 uomini e 1 donna.
I portabandiera alla cerimonia di apertura dei Giochi della XXXIII Olimpiade sono stati Uriel Canjura e Celina Márquez.

## Delegazione
| Sport           | Uomini | Donne | Totale |
| --------------- | ------ | ----- | ------ |
| Badminton       | 1      | 0     | 1      |
| Judo            | 1      | 0     | 1      |
| Nuoto           | 1      | 1     | 2      |
| Surf            | 1      | 0     | 1      |
| Tiro            | 1      | 0     | 1      |
| Tiro con l'arco | 1      | 0     | 1      |
| Vela            | 1      | 0     | 1      |
| Totale          | 7      | 1     | 8      |